# Twinings

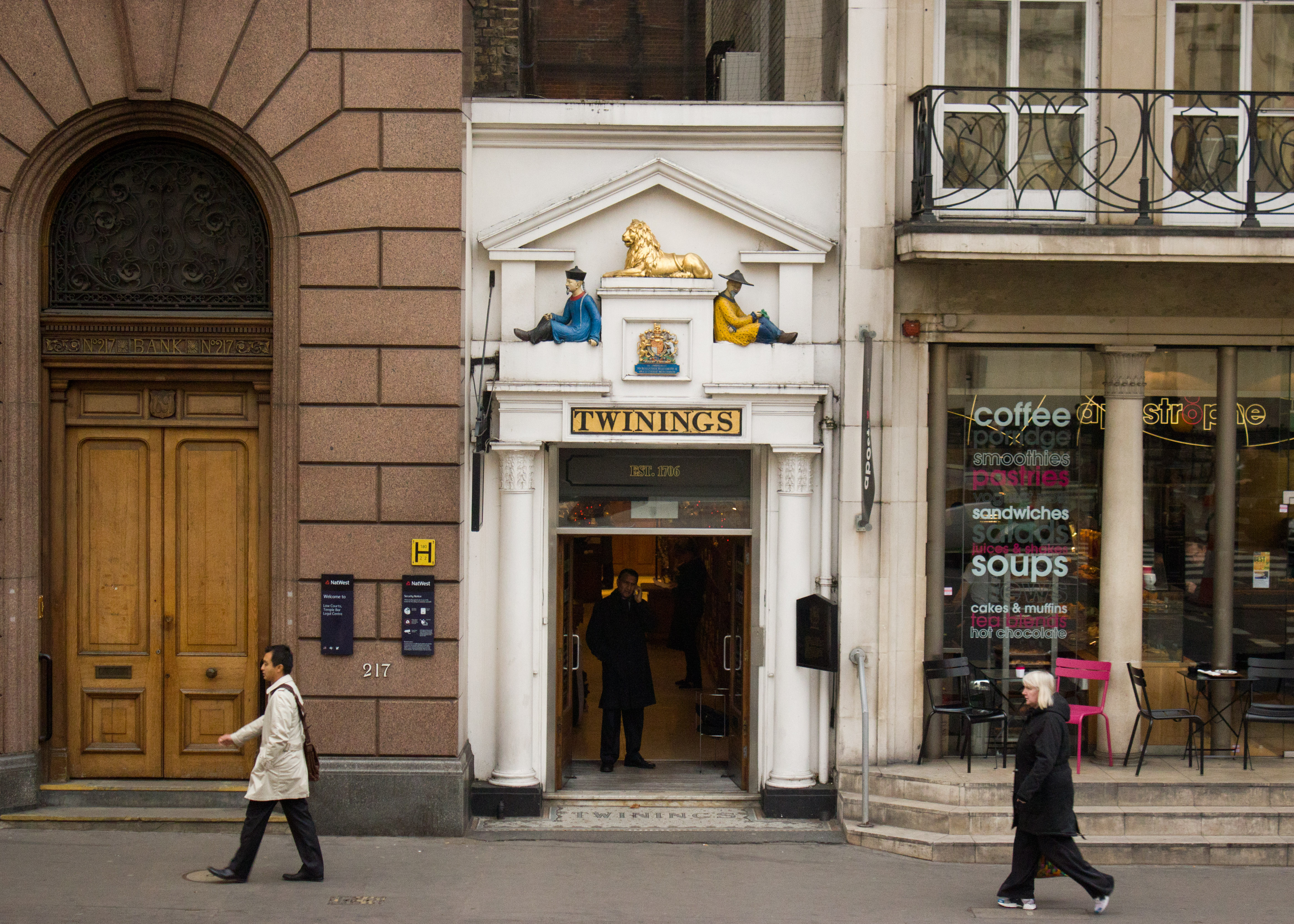
Чайный магазин Twinings на улице Стрэнд в центральном Лондоне открылся в 1706 году как частный чайный салон

Twinings (произносится /ˈtwaɪnɪŋz/) — британская компания, производящая чай. Основана в 1706 году Томасом Твайнингом. Расположена в городе Андовер графства Хэмпшир, Англия. С 1964 года является одной из дочерних компаний холдинга Associated British Foods. Логотип Twinings является старейшим в мире непрерывно использующимся фирменным логотипом, а чайный магазин Twinings на лондонской улице Стрэнд неизменно находится там с 1706 года; компания имеет статус поставщика королевского двора.

## История бренда
Чай марки Twinings появился в Великобритании в 1706 году, когда основатель компании Томас Твайнинг открыл свой первый магазин на Стренд-стрит в Лондоне.
В 1784 году Ричард Твайнинг добился снижения пошлин на чай, сделав этот напиток гораздо более общедоступным.
В 1837 году, в первый год правления королевы Виктории, компания Twinings получила Королевский Ордер «Постоянного Поставщика Чая Ее Величества». С тех пор компания всегда подтверждала свое право на Королевский Ордер от каждого последующего монарха.
Во время Второй Мировой войны Twinings поставляет чай для военных продуктовых наборов.
В 1964 году Twinings впервые производит чай в пакетиках.
В 1972 году Twinings выиграла премию королевы на экспорт.
В 1981 году Twinings начинает выпускать холодный чай.
В 2000 году Twinings впервые представляет новую смесь чая Organic.
Twinings владеет собственными современными заводами и имеет филиалы в разных странах мира.